# Megan Albertus
Megan Jean Albertus (* 13. November 1981 in Spokane, Washington) ist eine US-amerikanische Schauspielerin und Reality-TV-Darstellerin.

## Leben
Albertus wurde am 13. November 1981 in Spokane geboren. Dort wuchs sie mit einem jüngeren Bruder bei ihrer Mutter auf. Da ihre Mutter sie nicht im Bereich des Profisports sah, meldete sie am Spokane Children’s Theatre an. 2000 machte sie ihren Abschluss an der Ferris High School. Anschließend begann sie ihr Studium an der Washington State University, welches sie 2004 in den Fächern Strafjustiz und Politikwissenschaft mit einem Bachelor of Arts abschloss.
2007 debütierte Albertus in dem Film Mr. Shi und der Gesang der Zikaden in einer Nebenrolle als Filmschauspielerin. Im selben Jahr wirkte sie im Format Beat the Blondes mit. Nach einer Rolle im Film Aim Away from Face sowie einem Auftritt in der Dating-Show Momma's Boys wirkte sie 2010 in drei Episoden der Fernsehserie Mad Men mit. 2014 spielte sie in den The Asylum Filmproduktionen Sharknado 2 und Bachelor Night: Auf nach Vegas! mit. Ab 2013 war sie bis einschließlich 2017 in insgesamt 33 Ausgaben der Reality-Show Face Off zu sehen. 2016 hatte sie eine Kleinstrolle in 31 und jeweils Episodenrollen in den Fernsehserien Swedish Dicks und Masters of Sex inne.

## Filmografie (Auswahl)
- 2007: Mr. Shi und der Gesang der Zikaden (A Thousand Years of Good Prayers)
- 2008: Aim Away from Face
- 2010: Mad Men (Fernsehserie, 3 Episoden)
- 2010: The Last Night (Kurzfilm)
- 2011: Fatales Vertrauen – Dem Mörder so nah (Unusual Suspects, Fernsehdokuserie, Episode 2x09)
- 2011–2012: 1000 Wege, ins Gras zu beißen (1000 Ways to Die, Fernsehdokuserie, 2 Episoden, verschiedene Rollen)
- 2012: True Blood (Fernsehserie, Episode 5x05)
- 2012: Wilfred (Fernsehserie, Episode 2x13)
- 2013: Come Clean Conditioner Kickstarter (Kurzfilm)
- 2013: Share the Dare (Kurzfilm)
- 2013: Boys Are Stupid, Girls Are Mean (Fernsehserie, 2 Episoden)
- 2014: The Coed and the Zombie Stoner
- 2014: Sharknado 2 (Sharknado 2: The Second One, Fernsehfilm)
- 2014: Sexcoach (Mantervention)
- 2014: Bachelor Night: Auf nach Vegas! (Bachelor Night)
- 2014: Senior Slasher (Kurzfilm)
- 2014: Boxgirl (Kurzfilm)
- 2014: When the Game Falls Down (Kurzfilm)
- 2014: Mad Men Advise the Houses of Game of Thrones (Kurzfilm)
- 2014: High & Gruesome (Kurzfilm)
- 2015: Man Jam (Fernsehserie, 2 Episoden)
- 2015: The Dandies (Kurzfilm)
- 2015: Scarf
- 2016: 31
- 2016: Hell Hole: Dark Harvest (Kurzfilm)
- 2016: 96 Souls
- 2016: Swedish Dicks (Fernsehserie, Episode 1x05)
- 2016: Masters of Sex (Fernsehserie, Episode 4x06)
- 2020: In the Company of Strangers
- 2020: A Quarantined Christmas

### Fernsehauftritte
- 2007: Beat the Blondes (Fernsehshow)
- 2008: Momma's Boys (Dating-Show, Episode 1x01)
- 2009: Movie Mob (Fernsehserie, 17 Episoden)
- 2010: Baggage (Dating-Show, Episode 1x16)
- 2012: The Doctors (Talk-Show, Episode 5x23)
- 2013–2017: Face Off (Reality-Show, 33 Episoden)